# Tenan
Tenan is een bestuurslaag in het regentschap Kepulauan Meranti van de provincie Riau, Indonesië. Tenan telt 1219 inwoners (volkstelling 2010).